# Engelbrechten (Adelsgeschlecht)

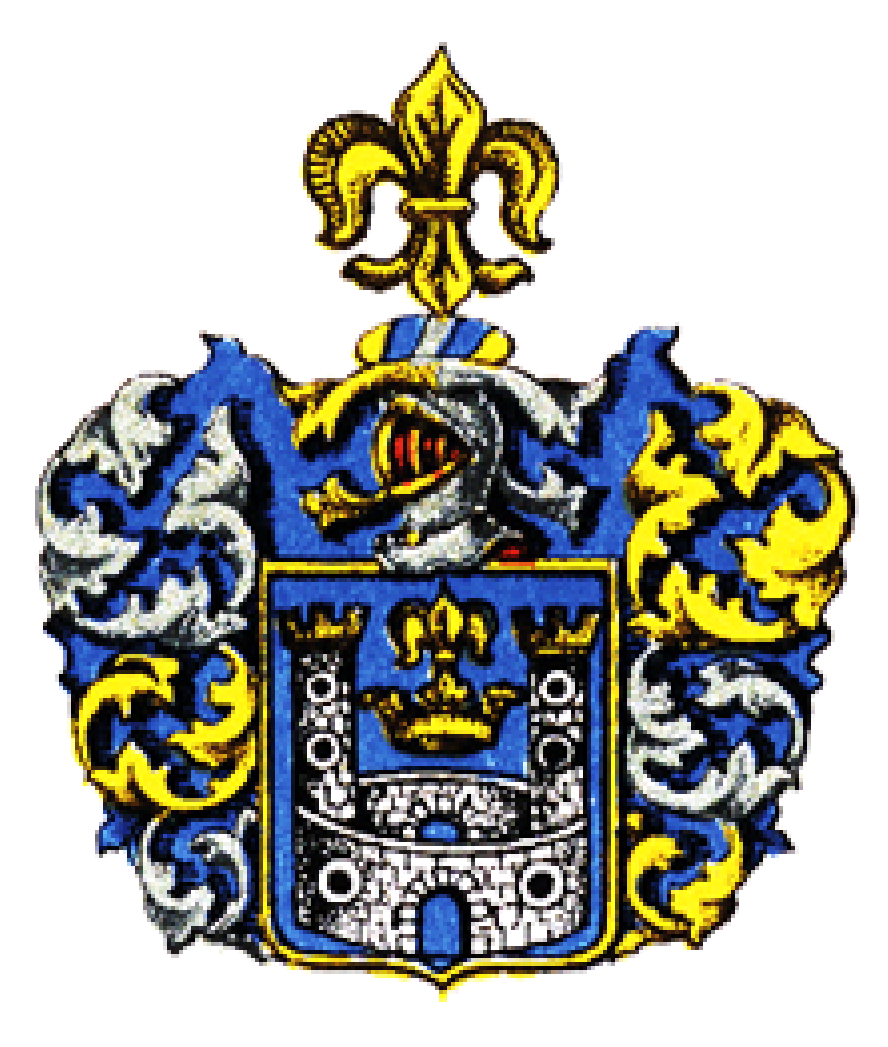
Wappen derer von Engelbrechten, im 16. Jahrhundert ererbt von derer von Segebergen

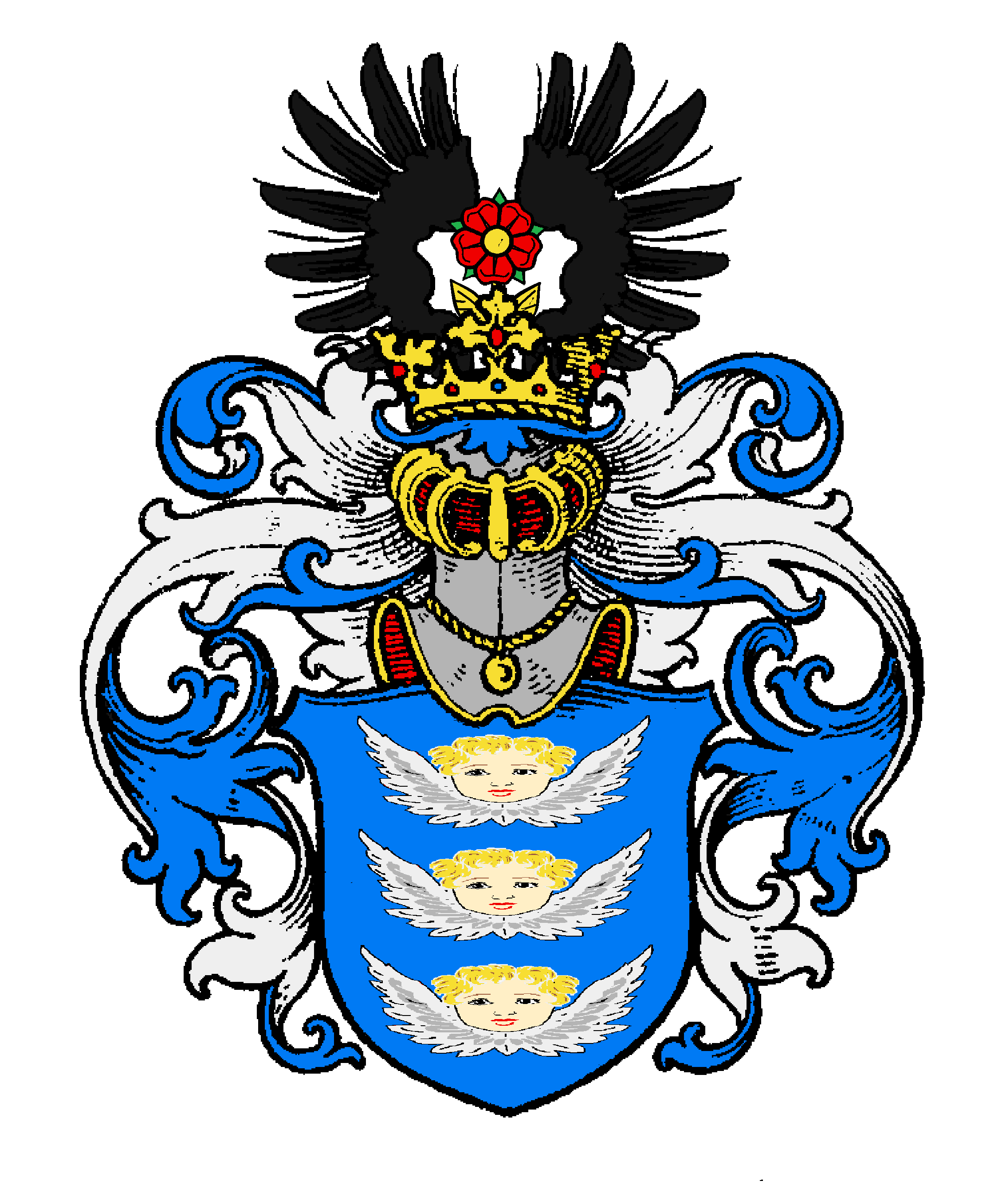
Das Wappen, das 1744 zu Frankfurt am Main an die Linie des Hermann Heinrich von Engelbrecht zu Greifswald verliehen wurde

Engelbrechten, auch Engelbrecht sowie Engelbrechten-Ilow, ist der Name eines ursprünglich pommerschen Adelsgeschlechts, das sich später hin u. a. auch nach Preußen und Bayern ausbreiten konnte und zu einigem Ansehen gelangte. Zweige der Familie bestehen bis heute fort.
Es besteht keine nachgewiesene Stammesverwandtschaft zu den ebenfalls u. a. als Engelbrechten nobilitierten gleichnamigen Familie, welche mit Hans Engelbrecht, 1442 Ratsherr in Nordhausen, ihren nachgewiesenen Ursprung nimmt, ebenso wenig zu der Familie Engelbrecht, welche mit Marquard Engelbrecht, 1448 Bürger in Kolberg, ihre Stammreihe beginnt. Beide Familien existierten jedoch teilweise Zeitgleich in Pommern, so dass eine deutliche Abgrenzung nicht durchgängig einfach ist. Auch zu einem älteren elsässischen Adelsgeschlecht Engelbrecht, welches wenigstens von 1260 bis 1495 urkundlich in Erscheinung trat, und dem aus dem Limburgischen herstammenden Adelsgeschlecht Engelbrecht, aus dessen Reihen etwa zeitgleich zu den Stralsundern Angehörige im nordwestdeutschen Raum lebten, besteht keine Verwandtschaft.

## Geschichte

### Persönlichkeiten und Standeserhebungen
Die vorpommerschen Engelbrechten führen sich gelegentlich auf die Familie des schwedischen Nationalhelden Engelbrekt Engelbrektsson zurück. Ihre als gesichert anerkannte Stammreihe beginnt jedoch mit Wilken Engelbrecht, welcher in den Jahren 1489–1502 Ratsherr in Greifswald war.
Dr. jur. Georg Engelbrecht, Professor der Rechte an der Universität Greifswald und königlich schwedischer Appellationsrat und Assessor am Tribunal in Wismar, wurde am 17. März 1684 in Stockholm als von Engelbrechten in den schwedischen Adelstand gehoben. Sein Sohn Georg Bernhard von Engelbrechten, Vizedirektor des königlich schwedischen Justizkollegiums in Bremen, erhielt 1699 die Introduktion bei der Adelsklasse der schwedischen Ritterschaft (Nr. 1350). Diese Linie ist mit Knut Malte Leonard von Engelbrechten (* 1820; † 1899) im Mannesstamm erloschen.
Dr. jur. Hermann Heinrich Engelbrecht, Professor der Rechte an der Universität Greifswald, königlich schwedischer und herzoglich pommerscher Konsistorialrat, wurde am 25. Januar 1744 in Frankfurt am Main als von Engelbrecht in den Reichsadelsstand gehoben. Ebenfalls als von Engelbrecht ist der Reichsadelsstand am 3. Oktober 1757 in Wien an den königlich dänischen Leutnant Carl Philipp Engelbrecht (* 1730) gekommen.
Der königlich preußische Sekondeleutnant und Translateur an den königlich bayerischen Gerichten und Behörden in Nürnberg immatrikulierte sich am 28. März 1868 bei der Adelsklasse der bayerischen Ritterschaft.

### Engelbrechten-Ilow
Hermann Malte Karl von Engelbrechten (* 1800; † 1842), natürlicher Sohn des königlich schwedischen Generalmajors und Generaladjutanten des Königs sowie nachmaligen königlich preußischen Generalleutnants Hermann von Engelbrechten, erhielt am 12. März 1814 die schwedische Adelslegitimation. Für seinen Sohn, Hermann von Engelbrechten (* 1840; † 1902), erging durch außerordentliche Kabinettsorder in Hannover am 5. September 1881 mit Diplom vom 21. Juni 1882 nach der Eheschließung mit Clara (Klara Wilhelmine Adelheid Ernestine) von Ilow die Namens- und Wappenvereinigung mit den von Ilow. Deren gemeinsamer Sohn Hermann Malte Karl Ernst von Engelbrechten-Ilow (1878–1940) heiratete Albertine Marie Luise von Lüderitz, die das Gut Lüderitz bei Tangerhütte erbte. Nach Enteignung durch die Bodenreform 1945 betreiben Angehörige der Familie von Engelbrechten-Ilow heute wieder Land- und Forstwirtschaft in Lüderitz und Vollenschier.

## Angehörige
- Georg von Engelbrechten (1626–1693), deutscher Jurist, Richter am Wismarer Tribunal
- Georg Bernhard von Engelbrechten (1658–1730), schwedischer Jurist und Kanzler im Herzogtum Bremen-Verden
- Hermann Heinrich von Engelbrecht (1709–1760), schwedisch-pommerscher Rechtswissenschaftler und Vizepräsident des Obertribunals Wismar
- Johann Gustav Friedrich von Engelbrechten (1733–1806), deutscher Jurist, Richter am Wismarer Tribunal, Kanzler von Schwedisch-Pommern
- Hermann von Engelbrechten (1765–1818), General der Infanterie in schwedischen und preußischen Diensten
- Hermann von Engelbrechten-Ilow (1878–1940), 1914–1918 Landrat des Kreises Prenzlau, 1918–1919 Landrat des Kreises Soldin

## Wappen

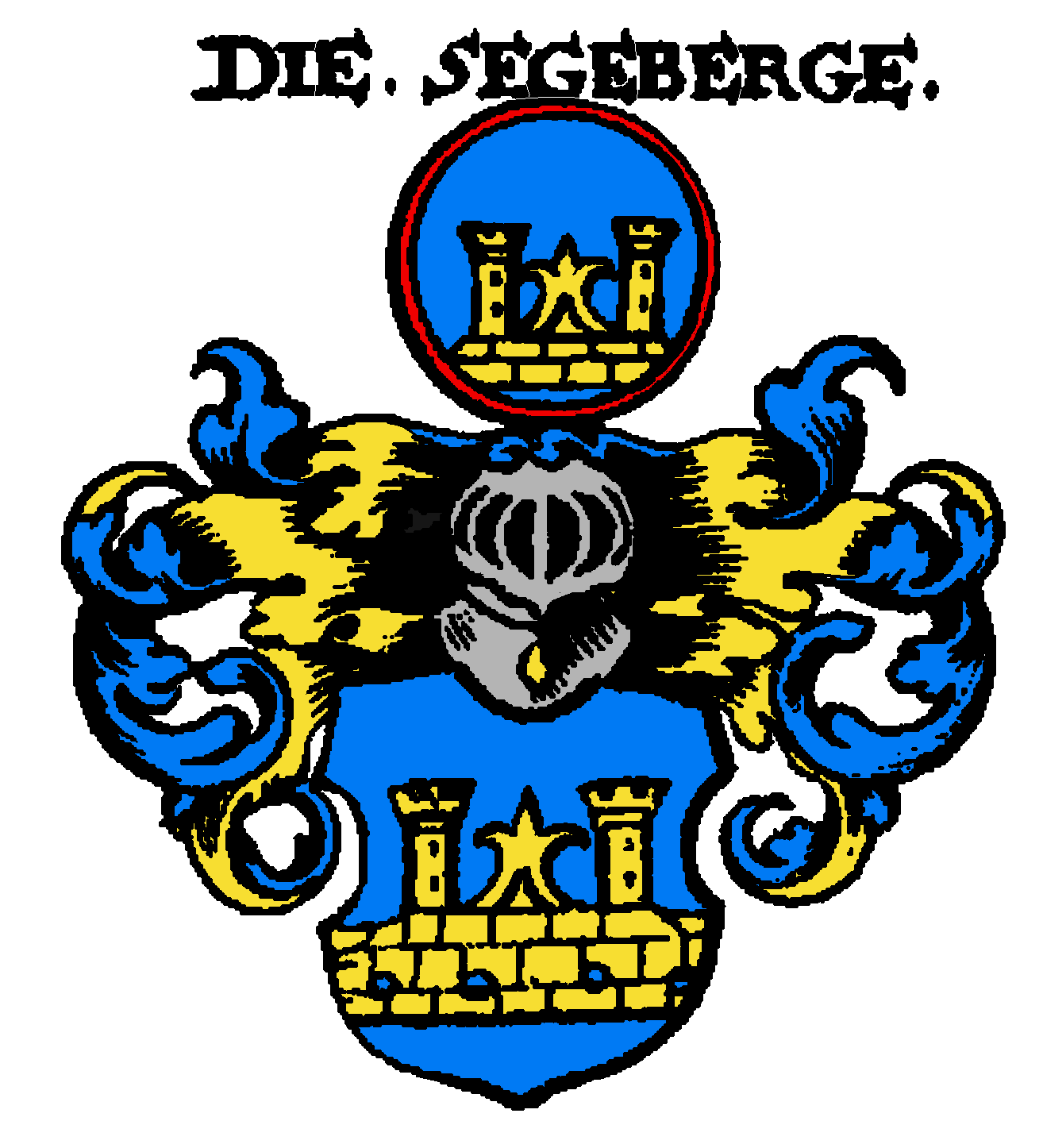
Wappen der Segeberg zu Lübeck

Das Wappen (1684) zeigt in Blau eine runde silberne Burg mit zwei runden Zinnentürmen und einer ebenfalls runden goldgezinnten silbernen Mauer sowie zwischen den Türmen eine goldene Blätterkrone, überhöht von einer goldenen Lilie. Auf dem Helm mit rechts blau-silbernen und links blau-goldenen Decken die Lilie.
Das Wappen hat sein Vorbild in dem der mütterlichen Vorfahrenfamilie zu Greifswald, den Segeberg, einem alten Patriziergeschlecht, das schon im 13. Jahrhundert zu Lübeck dem Rat und dann der adeligen Lübecker Zirkelgesellschaft angehörte, sich überdies auch nach Stralsund verzweigte. Joachim I. Engelbrecht († 1543/44), Kämmerer zu Greifswald 1518–1540, Patron der Brigittenkapelle, hatte Gertrud Segeberg geheiratet, die Tochter des Heinrich Segeberg († 1497), 1467–1497 Ratsherr zu Greifswald und Vertreter von Greifswald auf den Hansetagen, eines Sohnes des Bertold Segeberg, der 1456 Begründer der Universität Greifswald geworden war. Bereits Regina Engelbrecht, die Ehefrau des Greifswalder Ratsherrn Martin II. Völschow und Tochter des Joachim II. Engelbrecht († 1573), Ratsherr zu Greifswald, der ein Sohn der Gertrud Segeberg war, verwandte wie ihr Bruder, der Kaufmann und Anwalt Peter Engelbrecht (1539–1619), das Wappen der Segeberg als das ihre auf ihrer Grabplatte zu St. Nikolai bzw. Peter zu St. Marien. Die bereits vorher schon gebrauchte Grabplatte des Peter Engelbrecht kam bereits 1613, also sechs Jahre vor seinem Tod, in seinen Besitz, aber sie war noch früher in engelbrechtschen Besitz, nämlich wie Theodor Pyl begründet für wahrscheinlich hält, im Besitz von Peters Vater Joachim II. Engelbrecht († 1573), des Sohnes eben der Gertrud Segeberg.
Das Wappen (1744) zeigt in Blau drei silbergeflügelte, natürliche Engelsköpfe übereinander. Auf dem Helm mit blau-silbernen Decken ein goldbesamte silberne Rose an einem zweiblättrigen goldenen Stängel zwischen einem offenen schwarzen Flug.
Das Wappen (1757) zeigt in Blau eine dreizinnige silberne Mauer mit offenem, rundem Tor. Auf dem Helm mit blau-silbernen Decken ein betender goldgekleideter und geflügelter Engel wachsend.
Das Wappen (1882) ist gespalten; rechts das Wappenbild von 1684; links im von Gold über Blau geteilt Feld ein mit vier Rosen belegter grüner Kranz (Stammwappen derer von Ilow). Zwei Helme; rechts der Helm des Wappens von 1684 (Engelbrechten) gekrönt; links gekrönt mit blau-goldenen Decken ein Jungfrau wachsend, deren Kleid von Gold über Blau geteilt ist, auf dem Kopf mit blondem Haar eine rosengeschmückter Kranz, in den Händen zwei aus dem Helm wachsende gestümmelte Äste haltend (Ilow).